# 腕挫腕固

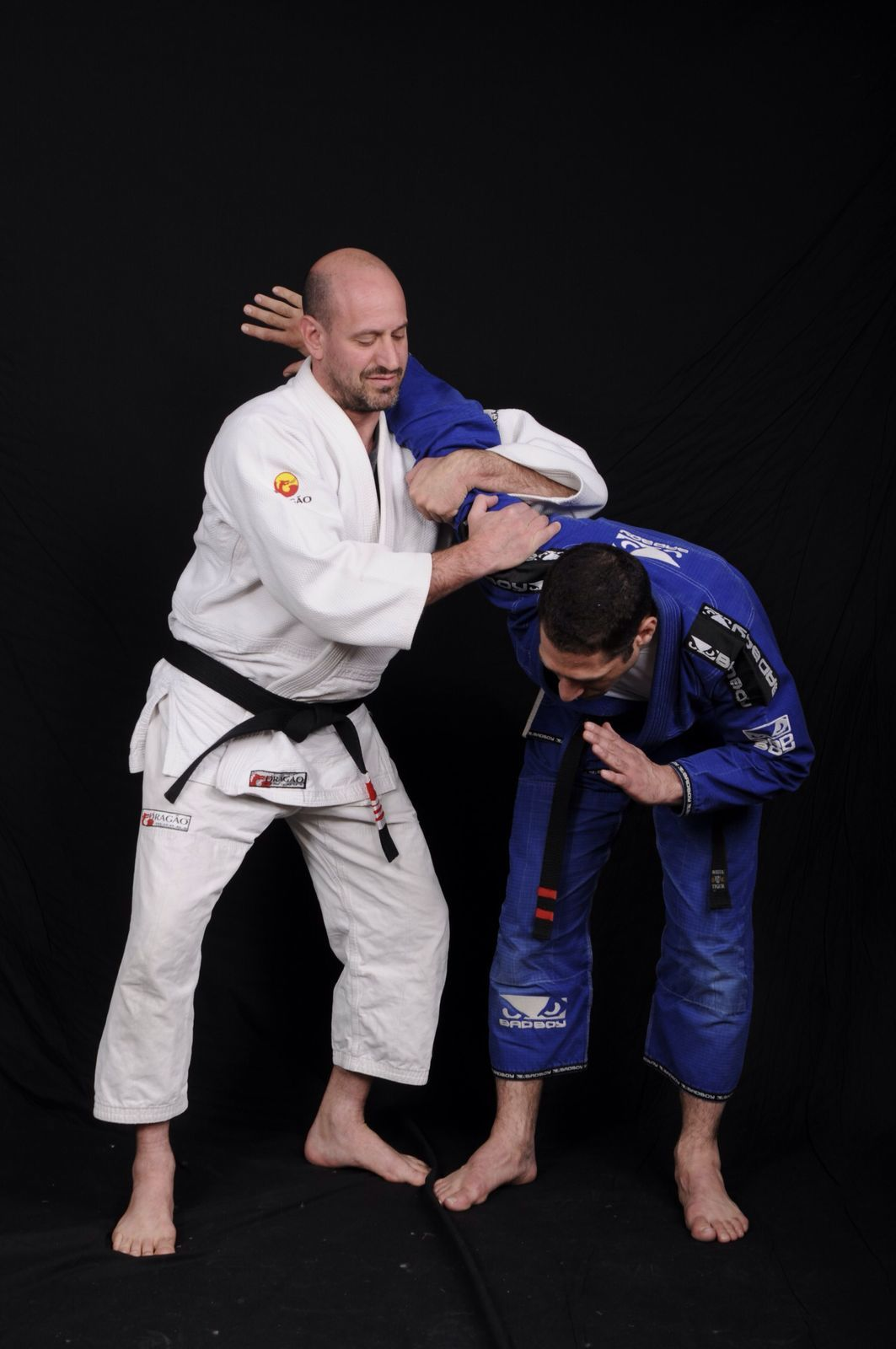
立ち姿勢から腕挫腕固の肘巻込を仕掛けるブラジリアン柔術黒帯三段（白）

腕挫腕固 （うでひしぎうでがため）は、柔道の関節技アームロックの一つ。講道館や国際柔道連盟 (IJF) での正式名。IJFでの別正式名腕固 （うでがため）、U.H. ude gatame。IJF略号UGA。

## 概要
対戦相手の腕に隙が生じた際にねらえる技である。
基本形は自分の肩とあごと両手や両腕を用いて、もしくは、自分の同じ側の上腕と前腕を用いて、相手の片方のひじ関節を極める。どのような体勢からでもねらえる特徴をもつ。別名腕挫肩固 （うでひしぎかたがため）。

## バリエーション

### 肘巻込
肘巻込（ひじまきこみ）は立ち姿勢からの腕挫腕固の基本形。

### 崩肘巻込
崩肘巻込（くずれひじまきこみ）はガードポジションからの腕挫腕固の基本形。小見川道浩は2003年世界柔道大阪大会男子団体戦において、ガードポジションからこの技で一本勝ちしている。サリー・コンウェイ（イギリス）の得意技である。
試合での実例
- グランプリ・ザグレブ2018女子70 kg級準々決勝戦

×アマンダ・オリベイラ（ブラジル） （1:45 腕固） サリー・コンウェイ（イギリス）○
- グランプリ・ザグレブ2018女子70 kg級3位決定戦

×サンネ・ファンデイケ（オランダ） （0:42 腕固） サリー・コンウェイ（イギリス）○
- グランプリ・ブダペスト2018女子70 kg級3回戦

○サリー・コンウェイ（イギリス） （1:46 腕固） アレナ・プロコペンコ（ロシア）×
- グランプリ・ブダペスト2018女子70 kg級3位決定戦

×アッスマー・ニアン（モロッコ） （2:05 腕固） サリー・コンウェイ（イギリス）○
この試合映像が『IJFレフェリング・アンド・コーチング・セミナー2019 Day 2』 で教材となった。

### 腕挫

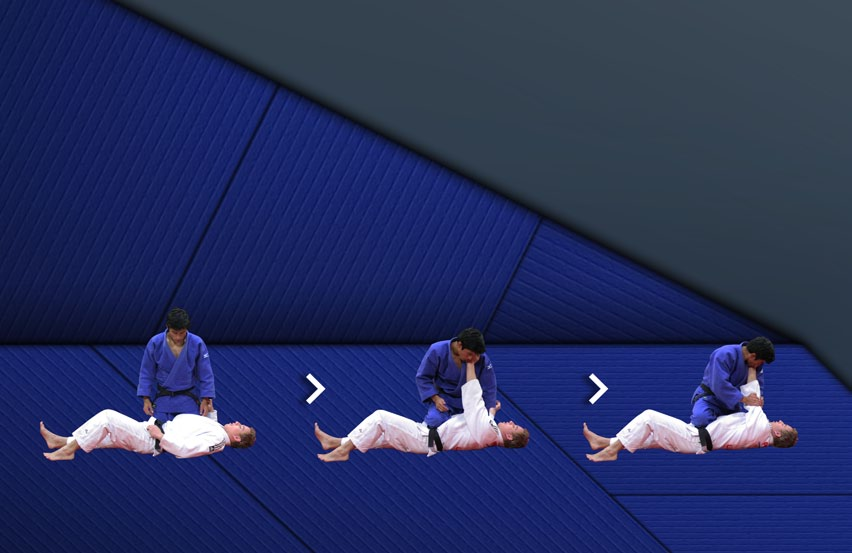
青による腕挫の実演

腕挫（うでひしぎ）はニー・オン・ベリーからの腕挫腕固の基本形。記録映画『柔道の真髄 三船十段』では腕固腕挫（うでがためうでくじき）と呼んでいる。

### 胸逆
胸逆（むねぎゃく）は受の右からの横四方固から受の左腕をとらえ左足を受の左肩付近に踏み込んでの腕挫腕固。

### 外腕ひしぎ十字固め
外腕ひしぎ十字固め（そとうでひしぎじゅうじがため）は腕挫十字固を掛けようとしたが相手が両腕を組んで抵抗してきた時、極めようとしてるのと反対の相手の腕を基本形と同様に極める腕挫腕固。別名膝固別形（ひざがためべつがた）。

### 肩袈裟固からの腕挫腕固
相手の左からの崩袈裟固の一種肩袈裟固。左腋で相手の左上腕部をはさみ、相手の腕を伸ばす形の腕緘の様に相手の左手首を右手で掴み、左手で自らの右手首を掴み相手の左腕を伸ばして極めるアームロックも柔道の試合で極った際は「腕挫腕固」と発表された例がある。
映像資料『講道館柔道 固技 分類と名称』（講道館出版、NHKサービスセンター）で紹介されている小川直也が試合で極めた例がそうである。

映像資料『講道館柔道 固技 分類と名称』は各固技に対し、様々なバリエーションが試合での映像と演武映像または演武映像のみで紹介されるが、このバリエーションは珍しく試合映像のみで紹介されている。

IJFでは腕緘に分類していることが多い。
試合での実例
- 2016年リオデジャネイロオリンピック柔道女子52 kg級準々決勝戦

○中村美里（日本） （7:27  腕拉〔ママ〕腕固（全柔連）、腕緘(IJF)） ナタリア・クジュティナ（ロシア）×
- ヨーロッパ柔道選手権大会2018テルアビブ女子70 kg級2回戦

○サリー・コンウェイ（イギリス） （02:03） ガブリエラ・ウィレムス（ベルギー）×
加藤返し、裏固、肩袈裟固と連絡して極めている。
- グランプリ・ハーグ2018女子70 kg級2回戦

○サリー・コンウェイ（イギリス） （1:41 腕緘(IJF)） メリッサ・ヘレーヌ（フランス）×
- 2019年世界柔道選手権大会女子78 kg級準決勝戦

×クララ・アポテカル（スロベニア） （0:46 腕緘(IJF)） 濵田尚里（日本）○